# Francisco María de Borbón-Braganza y Borbón
S.E. le prince Francisco María Isabel Gabriel Pedro de Alcantára Sebastián Alfonso de Borbón-Braganza y Borbón, 1er duc de Marchena (1885), grand d'Espagne, est un membre de la famille royale espagnole né à Madrid (Espagne) le 20 août 1861 et décédé à Neuilly-sur-Seine (France) le 17 novembre 1923.

## Biographie
Francisco María de Borbón est le fils aîné de l'infant Sébastien de Bourbon (1811-1875) et de sa seconde épouse l'infante Marie-Christine d'Espagne (1833-1902), sœur du roi consort François d'Espagne, duc de Cadix (1822-1902) et belle-sœur de la reine Isabelle II d'Espagne.
Son patronyme aurait dû être Borbón y Borbón, mais en raison des risques de confusion, la descendance de Sébastien et Marie-Christine reprend le nom de Bragance. Il est en outre décidé que leurs enfants ne porteraient pas le titre d'infants d'Espagne, sans doute en considération du fait que la considérable fortune de l'infante permet d'éviter d'avoir à les entretenir aux frais de l'État.
Francisco María reçoit la Toison d'Or et l'ordre de Charles III en 1862. Il prend avec sa famille le chemin de l'exil en 1868 après la déposition de sa tante Isabelle II. La famille s'installe à la Villa Labourdette à Pau, où l'infant Sébastien meurt en 1875. De retour à Madrid après l'accession d'Alphonse XII, Francisco María et ses quatre frères sont élevés au sein de la famille royale, leur mère souffrant d'aliénation mentale. Il fait des études à la très réputée Académie Theresianum de Vienne. Peu avant sa mort, le roi le titra duc de Marchena avec grandesse d'Espagne, par décret royal du 4 avril 1885.
Le 7 janvier 1886, le duc de Marchena contracte un mariage inégal mais avantageux en épousant María del Pilar Antonia Angela Patrocinio Simona de Muguiro y Beruete (1869-1926), fille de Fermín Muguiro Azacarate, comte de Muguiro, sénateur du royaume d'Espagne, homme politique et financier possédant une fortune considérable, et nièce de l'homme politique et écrivain Segismundo Moret.
À l'automne 1889, dans l'Orient-Express entre Zurich et Paris, la duchesse rencontre le marchand d'armes Basil Zaharoff qui lui fait une cour pressante. Au même moment, le duc commence à montrer des signes d'aliénation mentale. 
Le couple s'installe à Paris et réside aussi, à partir des dernières années du XIXe siècle, au château de L'Echelle Saint-Aurin (Somme), près de Roye, jusqu'à sa destruction par les hostilités, dès le début de la première guerre mondiale.
Selon certaines sources, la duchesse fait interner son mari dans une institution psychiatrique ; selon d'autres, ils vivent au château de Balincourt, propriété de Basil Zaharoff. De nombreuses zones d'ombres persistent, en particulier sur la nature de la prétendue maladie mentale du duc. En tout état de cause, un divorce étant hors de question, elle attend la mort du duc en 1923 pour épouser son amant au château de Balincourt le 22 septembre 1924. Le titre de duchesse de Marchena passant à l'aînée de ses filles, elle obtient du roi d'Espagne Alphonse XIII, peu avant son remariage, la concession à titre viager du titre de duchesse de Villa-Franca de los Caballeros.
Dans ce contexte, il semble peu probable que les deux plus jeunes des trois filles prétendument issues de l'union du duc et de la duchesse de Marchena aient été réellement les enfants de Francisco María de Borbón. Pour autant, si Basil Zaharoff les a traitées toujours comme ses propres filles, ce qu'elles étaient peut-être, leur légitimité n'a pas été contestée et elles ont continué de porter le patronyme Borbón :
- María Cristina Francisca de Asís María del Pilar Sebastiana Fermina María de los Angeles Natalia, 2e duchesse de Marchena, Grande d'Espagne[7], née à Paris le 27 juillet 1889 et décédée à Londres le 3 octobre 1981, épouse à Paris civilement le 9 et religieusement le 11 novembre 1911 Leopold Herbert George Walford (1881-1958)[2], dont postérité ;
- Elena, née le 30 juillet 1890 et décédée le 3 janvier 1910 ;
- María de los Angeles (Angèle) Fermina Sebastiana María Cristina Francisca de Asís María del Pilar, née à Paris le 24 juillet 1895 et décédée à Abano Terme (Italie) le 19 juillet 1964, est adoptée par Basil Zaharoff par décision du tribunal de la Seine le 23 juin 1926[8]. Elle épouse civilement à Paris le 12 juin, et religieusement au château de Balincourt le 15 juin 1920 le comte polonais Jan Ostroróg (1896-1975), né le 28 mars 1896 à Istanbul. Ils ont une fille Anne[2] mais divorcent le 26 juillet 1926.

## Sources
- Bourbon-Bragance è Aquila (consulté le 14 janvier 2013)